# Marga Cella
Marga Cella (eigentlich Margherita Vassallo Cella, contessa di Rivara; * 12. November 1893 in Mailand; † 6. Januar 1964 in Bologna) war eine italienische Schauspielerin.

## Leben
Cella erlernte die Schauspielerei bei Teresa Boeti-Valvassura und erhielt ihr erstes Engagement bei Giuseppe Sichel und wechselte bald zu Antonio Gandusio, wo sie als „komische Darstellerin“ auf sich aufmerksam machte. Zahlreiche weitere Ensemble-Stationen folgten: 1921 eine eigene, die sie mit Ugo Farulli führte, 1922/1923 bei Aristide Baghetti (bei dem Possen aufgeführt wurden), 1924 mit Cella/Firpo/Mario Gallina, 1925 als Cella/Luigi Zoncada/Ruggero Capodaglio, im Jahr darauf wieder mit Mario Gallina. 1927 trat sie mit der Truppe „Nuovo“ in Neapel auf, 1929/1930 erneut neben Gallina.
1931 arbeitete Cella wieder mit Ruggero Capodaglio zusammen und zog sich nach einer kurzen Zeit bei Tatiana Pavlova von der Schauspielerei zurück. Erst nach dem Zweiten Weltkrieg war sie wieder zu sehen, als sie Mitglied der „Compagnia del Ridotto“ wurde; mit der Florenzer Gruppe unter Luchino Visconti spielte sie in Jean Anouilhs Eurydice und der italienischen Erstaufführung von Howard Lindsays Life with Father, im Jahr darauf in des Regisseurs Version von William Shakespeares Wie es euch gefällt. Anschließend folgten Stationen beim römischen „Teatro dei Satiri“ und beim „Goldoni“. Daneben gehörte sie der „Compagnia di Prosa“ von Radio Firenze an.
Die italienische Filmproduktion konnte eher wenig mit der vornehmen, situierten Darstellerin anfangen. Nach zwei Stummfilmen im Jahr 1922 und einer Nebenrolle zehn Jahre später spielte sie ab 1949 in etwa einem Dutzend Filmen Charakterrollen.

## Filmografie (Auswahl)
- 1922: Amore nel laccio
- 1950: Einer war zuviel (Atto di accusa)
- 1950: Der Göttergatte (Prima comunione)
- 1954: Schade, daß du eine Kanaille bist (Peccato che sia una canaglia)
- 1955: Luna nova
- 1958: Anna von Brooklyn (Anna di Brooklyn)